# Andrzej Zydorczak
Andrzej Ryszard Zydorczak (ur. 12 lipca 1950 w Obornikach) – polski geolog górniczy i tłumacz, zwłaszcza literatury francuskiej; także filatelista.
Popularyzator życia i twórczości Juliusza Verne’a i jego bibliograf, jeden z założycieli i wiceprezes Polskiego Towarzystwa Juliusza Verne’a, właściciel wydawnictwa Jakamasz, które zajmuje się m.in. wydawaniem utworów Juliusza Verne’a.

## Życiorys
Uczęszczał do Liceum Ogólnokształcącego nr 37 w Obornikach i ukończył je z wynikiem dobrym; maturę zdał z wyróżnieniem.
W 1968 przeprowadził się do Krakowa, gdzie rozpoczął studia na Wydziale Geologiczno-Poszukiwawczym Akademii Górniczo-Hutniczej, które ukończył w 1973 i uzyskał tytuł mgr. inż. geologa górniczego.
Po studiach rozpoczął pracę w kopalni węgla kamiennego „Halemba” w Rudzie Śląskiej na stanowisku geologa kopalni w dziale Mierniczo-Geologicznym.
W 1993 nakazem Dyrekcji został przeniesiony do Zarządu powstającej wtedy Rudzkiej Spółki Węglowej SA, gdzie pracuje do tej pory.

## Fascynacja twórczością Juliusza Verne’a
Już w latach 60. XX w., gdy miał ok. 10 lat, zainteresował się twórczością Juliusza Verne’a, a przez kolejne lata zbierał wszystkie dostępne wydania jego dzieł.
Na początku lat 90. zaczął współpracować z Winicjuszem Łachacińskim, który katalogował polskie przekłady książek francuskiego pisarza. Zydorczak uzupełnił jego spis o wydania późniejsze i opublikował je jako „Bibliografia polskich przekładów utworów Juliusza Verne’a”.

## Prace translatorskie
Jest autorem przekładów ponad 20 utworów Verne’a, m.in. tak znanych powieści jak 20 000 mil podwodnej żeglugi, Dramat w Inflantach, Pięć tygodni w balonie: podróż odkrywcza trzech Anglików po Afryce, a także wielu powieści mniej znanych jak Wspaniałe Orinoko, oraz takich jak Bracia Kip,  Clovis Dardentor, Malec, Pani Branican, które nie były do tej pory tłumaczone na język polski. Przetłumaczył też wiele opowiadań, wierszy i esejów Verne’a.
Jego przekłady odznaczają się wiernością oryginałowi, nie zawierają skrótów części popularnonaukowych (tak charakterystycznych dla twórczości tego pisarza, a często pomijanych w polskich przekładach autorstwa innych tłumaczy) i zawierają wiele przypisów wyjaśniających mniej zrozumiałe słowa i fragmenty utworów.

## Wyróżnienia i odznaczenia
- Brązowy i Srebrny Krzyż Zasługi
- Inżynier Górniczy I Stopnia
- Brązowa Odznaka honorowa „Zasłużony dla górnictwa”
- Odznaka „Zasłużony dla kopalni Halemba”
- także wyróżniony: Szpadą Górniczą i Kordzikiem Górniczym